# Těhotenství
Těhotenství je proces, kterým žena odnosí živé potomky od početí (koncepce) do doby, kdy je potomstvo schopno života mimo dělohu. Začíná početím, což je proces oplodnění a formování zygoty (oplozená vaječná buňka po splynutí samčí a samičí gamety), a končí porodem, císařským řezem, potratem nebo interrupcí.

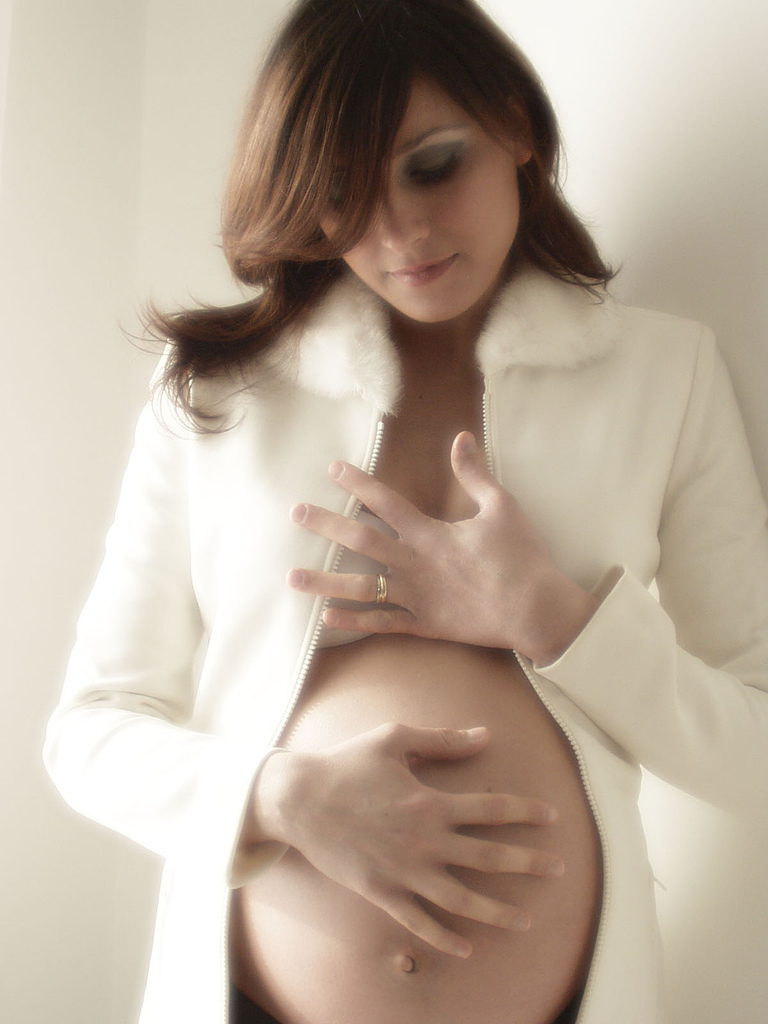
Žena v těhotenství

Někdy se pojem těhotenství vztahuje i na některé další savce, zejména primáty. Pro zvířata se ale obvykle používá termín březost.
Těhotenství trvá asi 40 týdnů od prvního dne poslední menstruace do porodu (38 týdnů od oplodnění v případě 28denního menstruačního cyklu). Je rozděleno do tří trimestrů. V prvním trimestru hrozí nejvyšší riziko spontánního či zamlklého potratu plodu. Potrat je často výsledkem defektů plodu, jeho rodičů, nebo poškození způsobeného po početí.

## Oplodnění

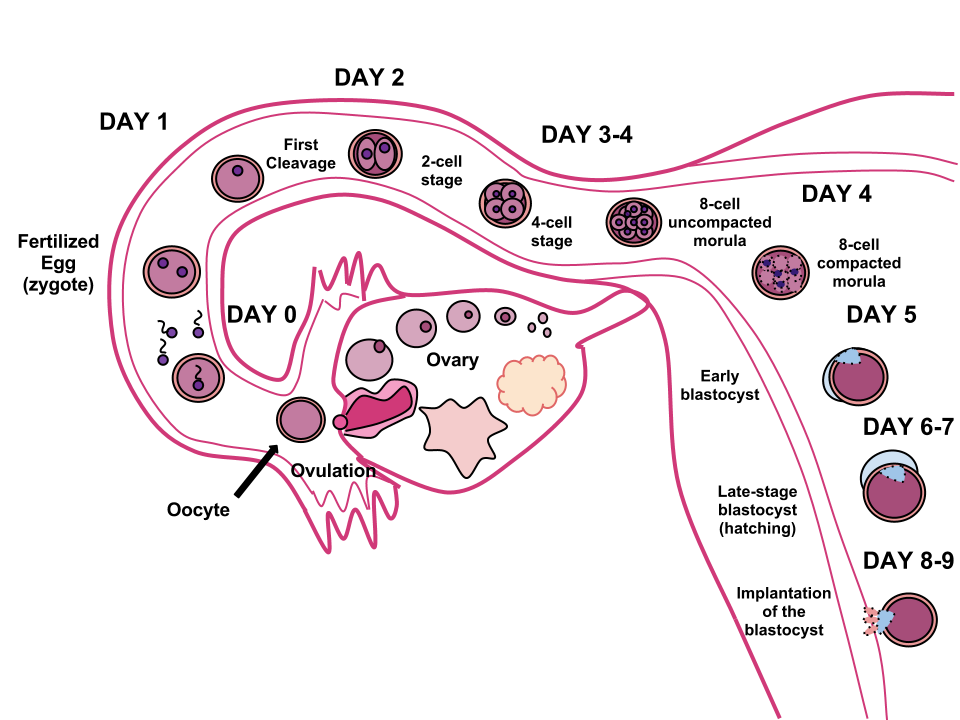
Oplodnění

První krok těhotenství obvykle začíná sexuálním stykem, kdy jsou mužské pohlavní buňky (spermie) vpraveny do dělohy. Mužské sperma obsahuje nejen pohlavní buňky, ale též cukry, proteiny a jiné látky na udržení životaschopnosti spermií. Lidské spermie přežijí v ženském těle obvykle asi 48 hodin. Spermie mají dlouhý bičík, který používají k pohybu; jsou to jediné lidské buňky s touto vlastností. Tyto buňky jsou haploidy (buňky s jednou sadou chromozómů), které vznikly meiózou ze zárodečných buněk ve varlatech. V jedné ejakulaci (výronu semene) bývá 100 až 300 miliónů spermií.
Vajíčka (oocyty II. řádu) jsou haploidní ženské reprodukční buňky, jejichž úlohou je sloučit se s jednou spermií a následné vytvoření oplodněné zygoty. Tyto buňky jsou produkovány meiózou ve vaječnících, kde zůstávají, dokud nejsou aktivovány a uvolněny hormonálními změnami v ženském menstruačním cyklu. Obvykle je během menstruačního cyklu uvolněno jen jedno vajíčko.
Během ovulace okraj (fimbrie) na konci vejcovodu se přesune přes vaječník na zachycení uvolněného vajíčka. Při oplodnění spermie obvykle potkají vajíčka ve vejcovodu, což vyžaduje od spermiových buněk před dosažením vejcovodu plavat z vrchu vaginy přes děložní hrdlo (cervix) a přes délku dělohy, co je v poměru k velikosti spermie značná vzdálenost.
Po dosažení vejcovodu spermie plavou k vajíčku (orientují se na základě chemotaxe) a všechny se snaží ho oplodnit. Každá spermiová buňka obsahuje malý váček enzymů, které slouží k narušení povrchu vajíčka a umožňují tak proniknutí spermie dovnitř. To může trvat až 20 minut. Když se vajíčko sloučí s jednou spermií, jeho povrch se změní, což zabrání proniknutí dalších spermií. Sloučení buněčných jader vajíčka a spermie na formování diploidní buňky ukončuje první fázi těhotenství.
Alternativní metody oplodnění, souhrnně označované pojmem asistovaná reprodukce, se používají při neplodnosti nebo k oplodnění žen bez partnera.
Některé faktory jako polycystická ovaria, obezita ženy, příliš nízká hmotnost ženy či obézní muž snižují šanci na úspěšné oplodnění.

### Příznaky těhotenství
Příznaky těhotenství rozdělujeme podle stádia na rané a pozdní. Hlavním příznakem raného těhotenství je vynechání pravidelné menstruace, nevolnost, časté nutkání k močení, únava a přecitlivělost. Níže jsou uvedeny nejčastější příznaky těhotenství:
1. Citlivá, nateklá prsa
2. Únava
3. Implantační krvácení
4. Nevolnost nebo zvracení
5. Zvýšená vnímavost pachů a změny chutí
6. Nafouklé břicho
7. Časté močení
8. Vynechaná menstruace
9. Bazální teplota zůstává vysoká
10. Pozitivní těhotenský test

## Vývoj

### Před uhnízděním oplozeného vajíčka
V tomto čase existuje jediná totipotentní (schopna dělením produkovat každý buněčný typ v organismu) buňka – zygota – geneticky jedinečný nový organismus. Mitotické buněčné dělení je následující proces, při kterém se každá buňka rozdělí na další diploidní buňky. Zygota se dělí, produkujíc 2 menší buňky zvané blastomery, které se následně taktéž dělí každých 20 hodin. Tyto buňky se postupně zmenšují, až po asi 4 děleních vznikne 16 individuálních buněk. Tato skupina 16 buněk se nazývá morula a obvykle opouští vejcovod a postupuje do dělohy. Nedostane-li se do dělohy, vzniká ektopické těhotenství (mimoděložní).

### Po uhnízdění oplozeného vajíčka
Blastocel je malá dutina v centru buněk a vyvíjející se buňky rostou kolem ní. Na povrchu této dutiny je tenká vrstva buněk a zona pellucida (blanka kryjící zralé vajíčko) zůstává ve stejné velikosti jako předtím. Buňky rostou stále menší, aby se vešly. Tato nová struktura s dutinou v centru a vyvíjejícími se buňkami kolem ní se nazývá blastocysta.
Existence blastocysty značí formování 2 typů buněk, vnitřní buňky rostoucí ve vnitru blastocelu a buňky rostoucí na jeho vnějšku. Během 24–48 hodin se blanka blastocysty (zona pellucida) přetrhne. Buňky na povrchu blastocysty začnou vylučovat enzym, který naruší výstelku (epitel) dělohy a vytvoří místo na uhnízdění.

### Cirkulační systém placenty (plodového lůžka)
Buňky obklopující blastocystu teď naruší buňky na povrchu dělohy, formujíce malé nádržky krve, které stimulují vznik kapilár (vlásečnic). To je první fáze růstu placenty. Vnitřní buňky blastocysty se rychle dělí, formujíce 2 vrstvy. Vrchní vrstva bude embryo (zárodek) a buňky odtud budou použity v amniotické (plodové) dutině. Současně spodní vrstva formuje malý vak. (Začnou-li se buňky vyvíjet v abnormální pozici, může teď vzniknout ektopické (mimoděložní) těhotenství).
Za několik dní tkáně chorionu (vnější zárodečný obal plodu) ve formující se placentě ukotví hnízdící část na dělohu. Systém krve a krevních cév se teď vyvine v bodu formující se placenty, rostoucí při místě uhnízdění. Malý vak uvnitř blastocysty začne produkovat červené krevní buňky. Během dalších 24 hodin se vyvine pojivá tkáň mezi rostoucí placentou a rostoucím plodem, která se později vyvine do pupeční šňůry.

### Buněčná diferenciace
Následně se úzká linie buněk objeví na povrchu embrya. Její růst ukazuje, že plod čeká gastrulace, ve které se vyvinou 3 vrstvy plodu – ektoderm (vnější), mezoderm (střední) a endoderm (vnitřní). Úzké linie buněk začnou formovat endoderm a mezoderm. Ektoderm začne rychle růst jako výsledek chemických složek produkovaných mezodermem. Tyto 3 vrstvy dají základ všem různým typům tkání v těle.
Endoderm později vyformuje linii jazyka, zažívacího traktu, plic, žaludku a několika žláz. Mezoderm vyformuje svaly, kosti, lymfatickou tkáň, vnitřek plic, srdce, reprodukční a vylučovací systémy. Též dá základ pro slezinu a pro produkci krevních buněk. Ektoderm vyformuje kůži, nehty, vlasy, rohovku, linii vnitřního a vnějšího ucha, nos, dutinu, ústa, konečník, zuby, hypofýzu, prsní žlázy, oči a všechny části nervového systému.
Asi 18 dní po oplodnění je embryo poděleno na formování množství tkání, které bude potřebovat. Má tvar jako hruška, kde oblast hlavy je větší než ocas. Nervový systém embrya je jedním z prvních rostoucích orgánů. Začne růst v duté oblasti zvané nervová brázda.
Krevní systém pokračuje v tvorbě sítí, které umožňují oběh krve v embryu. Krevní buňky už byly vytvořené a proudí v těchto tvořících se sítích. Kolem placenty se začnou vyvíjet sekundární krevní cévy na zlepšení zásobování živinami. Krevní buňky se začnou formovat na vaku v centru embrya, stejně jako buňky, které se začnou diferencovat do krevních cév. Endokardiální (vnitřní srdeční) buňky začnou formovat svalstvo, které se stane srdcem.
Během asi 24 dní po oplodnění existuje jednoduché rourkové srdce ve tvaru písmene S, které začne pulsovat. V této fázi začne proudit krev embryem.
| 1. měsíc | 2. měsíc | 3. měsíc | 4. měsíc | 5. měsíc | 6. měsíc | 7. měsíc | 8. měsíc | 9. měsíc |

| 5. týden | 18. týden | 23. týden | 25. týden | 27. týden | 29. týden | 31. týden | 33. týden | 35. týden | 37. týden |

### 1. měsíc (4. týden)
Hlava a nohy embrya rostou, vyvíjejí se oči a uši. V budoucím hrudníku bije srdce.

### 2. měsíc (8. týden)
Nenarozené dítě přestává být embryem a stává se plodem.
Plod už má všechny orgány. Vytváří se čelist včetně zárodků zubů v dásních. V mozku probíhá elektrická aktivita. Plod měří asi 2 cm a jeho srdce tepe asi 140 až 150 krát za minutu.

### 3. měsíc (13. týden)
Tlukot srdce je slyšet stetoskopem. Vytvořily se prsty s měkkými nehty. Na prstech jsou zřejmé otisky prstů. Plod reaguje na dotyk. Vyvíjejí se pohlavní orgány, ale určení pohlaví je stále obtížné. Plod se pohybuje, svírá pěst a pohybuje hlavou. Na konci třetího měsíce (prvního trimestru) je plod asi 10 cm dlouhý a váží asi 150 g.

### 4. měsíc (17. týden)
Plod slyší matčin hlas, tlukot srdce a další okolní zvuky. Plodová voda je dvakrát až třikrát denně obměněna. Matka přibývá na váze asi čtvrt kg za týden. Plod měří asi 16 cm a váží asi 250 g.

### 5. měsíc (21. týden)
Matce se dále zvětšují prsa, zpravidla pociťuje první pohyby dítěte. Plod je asi 19 cm dlouhý a váží 350 g. Začínají mu růst vlasy a oční řasy. Na ultrazvukovém vyšetření jsou vidět pohyby a bývá možno rozpoznat pohlaví.

### 6. měsíc (25. týden)
Plod je aktivní a otáčí se. „Saje“ si palec (ve skutečnosti však dosud nemá vyvinutý sací reflex). Má reálnou šanci (asi 70 %) na přežití v případě předčasného porodu. Měří přes 30 cm a váží asi 900 g.

### 7. měsíc (29. týden)
Plod rychle roste a přibývá na váze. Kope, může škytat a plakat. Chutí rozlišuje mezi sladkým a kyselým. Pracuje všech pět smyslů. Měří téměř 40 cm a váží asi 1,8 kg.

### 8. měsíc (34. týden)
Plodu rychle narostl mozek. Předčasný porod je v tomto měsíci pro dítě velmi riskantní z důvodu vytvářejících se plic. Měří asi 42 cm a váží 2,3 kg.

### 9. měsíc (38. týden)
Devátý je přibližně 36. až 40. týden těhotenství, kdy plod vyroste asi o 5 až 6 cm do délky a přibere cca 1125 g na váze. Je krátce před porodem. Dítě obvykle měří od 48 do 54 cm a váží od 2,8 do 4 kg. Průměr jeho hlavy je 9,5 až 10,5 cm.

## Management

### Předporodní péče
Rodičovské poradenství je poskytováno ženě nebo páru a obsahuje diskuze o antikoncepci, těhotenství, současném zdravotním stavu a doporučení pro dobu před těhotenstvím.
Prenatální (předporodní) péče je medická a ošetřovatelská péče doporučena pro ženy během těhotenství, časové intervaly a přesné cíle každé vizity jsou v různých zemích odlišné. Ženy s vysokým rizikem mají lepší výsledky, pokud je gynekolog častějí kontroluje než ženy s malým rizikem.
Péči o ženu v průběhu těhotenství může zajišťovat porodní asistentka nebo lékař – gynekolog. V České republice převládá systém, kdy o ženu v průběhu těhotenství pečuje gynekolog. A obvykle pouze péče gynekologa je hrazena zdravotními pojišťovnami. V řadě zahraničních zemí (např. Holandsko, Německo, Dánsko, Polsko) je však běžné, že o ženu v průběhu fyziologického těhotenství pečují výhradně porodní asistentky.

### Strava v těhotenství
Výzkum vědeckého týmu pod vedením Kláry Marečkové z brněnského CEITEC Masarykovy univerzity ukazuje, že strava matky během těhotenství může ovlivnit tvarování mozkové kůry a slovní inteligenci dítěte v dospělosti. Podle výsledků hraje klíčovou roli takzvaný index zánětlivosti stravy, který vyjadřuje, do jaké míry je strava protizánětlivá, nebo naopak podporuje zánětlivé procesy v těle. Zdravější, protizánětlivá výživa matky během těhotenství tak může u dítěte podpořit vývoj mozku a jazykových schopností, které jsou důležité pro komunikaci, vzdělávání i pracovní uplatnění. 

## Rizika
Ačkoliv stojí podle výzkumů za více než polovinou potratů chromozomální abnormality, tj. přirozený způsob, jak příroda ukončuje existenci nefunkčního organismu, zásadním vlivem jsou také věk a další rizikové faktory. Výzkumy ukazují, že k samovolným potratům dochází u žen před třicátým rokem pouze v 15 % případů. U žen kolem třiceti pěti již v 25 % případů a u žen po čtyřicítce je toto riziko již ve 42 % případů. Zejména ve vyšším věku se tedy nevyplatí podceňovat žádný z dále zmíněných rizikových faktorů. Porod vaginální cestou může být velmi bolestivý, proto se při něm podávají anestetika. V nejhorších případech může dojít k závažným komplikacím a žena na následky porodu zemře.

### Rizika spojená s nezdravým životním stylem
Nejčastější rizika jsou spojená s tzv. nezdravým životním stylem. Patří sem požívání alkoholu (způsobuje fetální alkoholový syndrom), kouření, dokonce i pasivní (či jen expozice produktů hoření), nebo obezita, která mimo vyššího rizika potratu stojí i za některými vrozenými defekty. Nevhodné je také časté pití kávy. Denní konzumace více než dvě stě miligramů kofeinu zdvojnásobuje riziko potratu nebo předčasného porodu.
Z dalších potravin je rizikové pojídání zejména tepelně nedostatečně upraveného masa, ve kterém se mohou nacházet bakterie listérie, E. coli nebo další choroboplodné zárodky. Listérie se může objevit i v měkkých sýrech typu brie nebo gorgonzola. Kvůli listérii by měla být omezena také konzumace sushi. Ryby obecně zas mohou být zdrojem zdraví nebezpečné rtuti. Platí to i pro ryby v konzervách.

### Rizika zdravotní – nemoci
Před a po oplodnění se jako rizikový faktor může ukázat nedostatek vitamínů, zejména kyseliny listové. Dobrá prevence je i sázka na kvalitní antikoncepci. Některé druhy hormonální antikoncepce mohou poškozovat játra žen. I to může ohrozit průběh těhotenství. Kondomy pak ochrání před pohlavními chorobami. Nedoléčené pohlavní choroby jsou schopny ovlivnit nejen plodnost, ale i průběh následného těhotenství.
Před otěhotněním i během něj je dobré si dát pozor zejména na spalničky a zarděnky. Vyplatí se proto mít aktivní očkování. Tyto nemoci jsou příčinou nejen těžkých vrozených defektů, ale také zvyšují rizika potratu. Horečka během těhotenství významně zvyšuje riziko autismu.
Dalším důležitým rizikovým faktorem je krevní tlak, jehož zvýšené hodnoty pomohou lékaři odhalit nebezpečnou preeklampsii v těhotenství.

### Domácí mazlíčci
Při těhotenství by neměla žena čistit kočičí píseček. Pokud má kočka přístup ven, nejlepší by bylo ji během těhotenství přesunout do zcela jiného bytu. Existuje zde nebezpečí, že se od myší nebo ptáků nakazí toxoplazmózou, která je pro těhotné smrtelně nebezpečná.

### Létání
Pro těhotné je rizikové také létání. Jak velké toto riziko je, je dáno zdravotním stavem těhotné ženy i trimestrem, ve kterém se nachází. Létání v prvním trimestru je obecně považované za rizikové. V této době existuje největší riziko potratu. Druhý trimestr je ze zdravotních důvodů ideální, ale třetí trimestr je opět rizikový. Hrozí zde předčasný porod a let mohou zkomplikovat i zdravotní komplikace spojené s tímto obdobím. Před plánovaným letem je proto vždy vhodné navštívit gynekologa.
S těmito riziky je spojeno i jedna formální komplikace, omezení cestovního pojištění. Pro pojišťovny je určující hlavně týden těhotenství, do kterého lze ženu ještě pojistit. Obvykle je to do 26. týdne. Na přesné podmínky je nejlepší zeptat se přímo dané pojišťovny.
Povinnost lékařského potvrzení o zdravotní způsobilosti k letu obvykle nastává přibližně mezi 26. a 28. týdnem. Přesný začátek této povinnosti i podobu potvrzení určuje letecká společnost. Potvrzení nesmí být obvykle starší než 6 dní. Nejčastěji od 34. do 36. týdne může dopravce zakázat těhotné ženě vstup na palubu letadla a to i s vyplněným formulářem. Také tyto podmínky se lišit dle dopravce.

## Odkazy

William Hunter, Anatomia uteri humani gravidi tabulis illustrata, 1774